# August von Rothmund

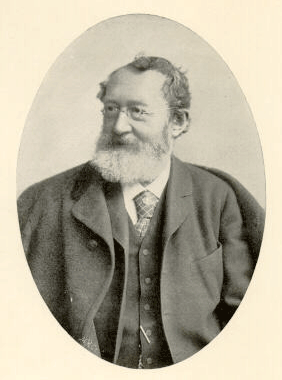
August von Rothmund, um 1890

August von Rothmund (* 1. August 1830 in Volkach; † 27. Oktober 1906 in München) war ein deutscher Augenarzt, Hochschullehrer und Lehrstuhlinhaber in München.

## Leben
August von Rothmund war der Sohn des Chirurgen Franz Christoph von Rothmund (1801–1891). 1847 schloss er am (heutigen) Wilhelmsgymnasium München seine Schulausbildung ab. Er studierte an der Ludwig-Maximilians-Universität München (LMU) und wurde 1848 im Corps Isaria aktiv. 1853 wurde er in München zum Dr. med. promoviert. Er wechselte an die Friedrich-Wilhelm-Universität zu Berlin zu Albrecht von Graefe. Danach war er bei Carl Ferdinand von Arlt an der Deutschen Universität Prag und bei Friedrich Jäger von Jaxtthal in Wien tätig. 1854 nach München zurückgekehrt, lehrte von Rothmund an der Ludwig-Maximilians-Universität Augenheilkunde. Er war Leiter der chirurgischen Poliklinik am Reisingerianum.
Rothmund wurde 1859 außerordentlicher Professor und 1863 ordentlicher Professor für Augenheilkunde. Für das akademische Jahr 1884/85 wurde er zum Rektor der LMU gewählt. Seine Wahl zum Mitglied der Deutschen Akademie der Naturforscher Leopoldina erfolgte 1887. 1889 erhielt er das Ritterkreuz des Franz-Josephs-Orden des Kaisers von Österreich.
August von Rothmund wurde 1900 emeritiert. Sein Alterssitz, die Villa Rothmund in Miesbach, wurde 1902 von Eugen Drollinger erbaut. Das Rothmund-Thomson-Syndrom wurde 1868 durch August von Rothmund in der Veröffentlichung Ueber cataracten in Verbindung mit einer eigenthümlichen Hautdegeneration erstmals beschrieben.
August Rothmund starb 1906 im Alter von 76 Jahren.

## Grabstätte

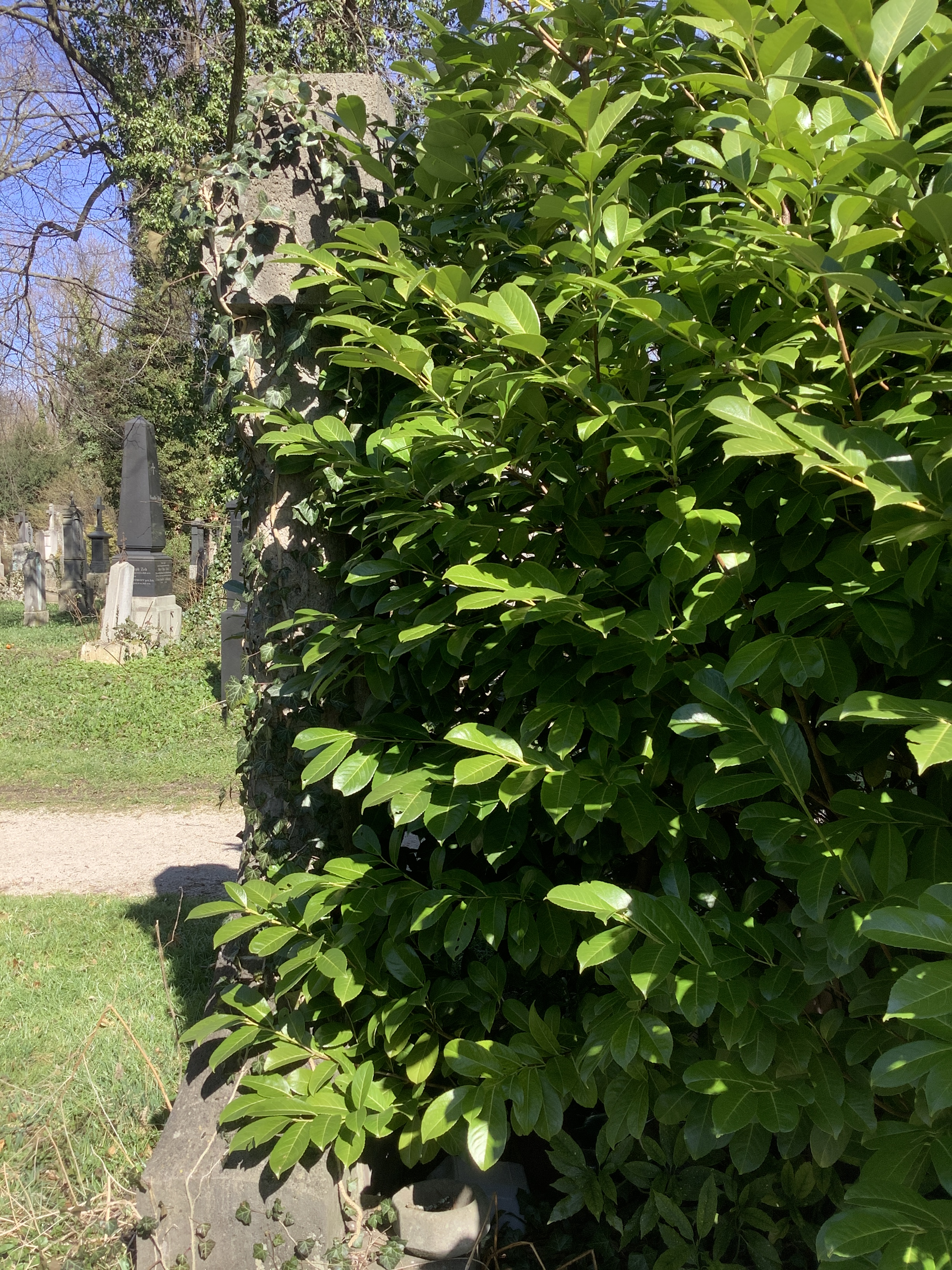
Grab von August Rothmund auf dem Alten Südlichen Friedhof in München

Die Grabstätte von August Rothmund befindet sich auf dem Alten Südlichen Friedhof in München (Gräberfeld 36 – Reihe 1 – Platz 33/34,
Standort). In dem Grab ist auch der Vater von August Rothmund, der Chirurg Franz Christoph von Rothmund (1801–1891), bestattet.

## Werke
- Ueber Radical-Operation beweglicher Leistenbrüche. Kaiser, München 1853.
- Beiträge zur künstlichen Pupillenbildung. München 1855.
- Ueber Cataracten in Verbindung mit einer eigenthümlichen Hautdegeneration. Archiv für Ophthalmologie 14 (1868), S. 159–182.
- Ueber den gegenwärtigen Standpunkt der Lehre von den infectiösen Erkrankungen des Auges. München 1881 (Vortrag)
- Mitteilungen aus der Universitäts-Augenklinik zu München. Oldenbourg, München 1882–.
- Casuistischer Beitrag zur Lehre von der sogenannten sympathischen Augenentzündung. Oldenbourg, München 1882.
- Einige Bemerkungen über die Anwendung des Sublimats. M. Rieger, München 1883.
- Ueber die Entwicklung des medizinischen Studiums an den Universitäten Ingolstadt, Landshut und München: Rede an die Studierenden beim Antritte des Rektorates der Ludwig-Maximilians-Universität gehalten am 22. November 1884. München, 1884.